# Olimpia Pallavolo 2016-2017
Questa voce raccoglie le informazioni riguardanti l'Olimpia Pallavolo nelle competizioni ufficiali della stagione 2016-2017.

## Stagione
La stagione 2016-17 è per l'Olimpia Pallavolo, sponsorizzata da Caloni Agnelli, la settima in Serie A2: la squadra ritorna nel campionato cadetto grazie all'acquisto del titolo sportivo dal Modena Volley Est. Come allenatore viene scelto Gianluca Graziosi, mentre la rosa, oltre alle conferme di Massimiliano Cioffi, Alex Erati, Andrea Franzoni e Luca Innocenti, vede gli arrivi di Oreste Luppi, Oreste Cavuto, Ludovico Carminati, Carlo De Angelis, Sjoerd Hoogendoorn, Marco Pierotti e Igor Jovanović, quest'ultimo arrivato a campionato in corso, mentre tra le cessioni quelle di Alessandro Blasi, Alberto Bellini, Ivan Francescato e Francesco Burbello.
Il campionato si apre con la sconfitta casalinga inflitta dal Junior Volley Civita Castellana mentre la prima vittoria arriva alla seconda giornata in casa del Volley Tricolore Reggio Emilia: il resto del girone di andata è caratterizzato da una serie di risultati altalenanti che portano il club di Bergamo al quinto posto in classifica, non utile per qualificarsi alla Coppa Italia di Serie A2. Il girone di ritorno vede l'Olimpia Pallavolo sempre vittoriosa, eccetto un'unica sconfitta, alla dodicesima giornata, contro la Marconi Volley Spoleto, chiudendo la regular season al secondo posto nel proprio girone e accedendo alla pool promozione. Nella seconda fase del torneo, nel girone di andata, si aggiudica tutte le gare disputate eccetto quella dell'ultima giornata, mentre nel girone di ritorno vince tutte quelle giocate in case e perde quelle giocate in trasferta: si classifica al quarto posto. Nei quarti di finale dei play-off promozione supera in due gare il Junior Volley Civita Castellana, per poi essere eliminata nelle semifinali dalla New Mater Volley: infatti, dopo essere stata in vantaggio di due gare, perde le tre successive sfide contro la formazione di Castellana Grotte.

## Organigramma societario
Area direttiva
- Presidente: Nicola Caloni
- Presidente onorario: Nuccio Longhi
- Vicepresidente: Angelo Agnelli, Enrico Negretti
- Segreteria: Michele Mologni

Area organizzativa
- Direttore generale: Matteo Pesenti
- Direttore sportivo: Vito Insalata
- Team manager: Mauro Mangialardo
- Responsabile logistica: Roberto Bonetti
- Responsabile palasport: Luciano Caironi, Stefano Carobbio, Andrea Losurdo

Area tecnica
- Allenatore: Gianluca Graziosi
- Allenatore in seconda: Leonel Carmelino
- Scout man: Federico Bigoni

Area comunicazione
- Addetto stampa:
- Responsabile comunicazione: Federico Errante
- Fotografo: Luca Giuliani
- Relazioni esterne: Mauro Mangialardo
- Responsabile eventi: Graziano Perniceni
- Responsabile accrediti: Piera Macrì
- Responsabile biglietteria: Grazia Restani

Area marketing
- Responsabile marketing: Mauro Mangialardo

Area sanitaria
- Medico: Gianluca Cotroneo, Maurizio Mura
- Preparatore atletico: Daniele Marchetti
- Massofisioterapista: Ivan Moleri
- Nutrizionista: Paola Amadeo

## Rosa
| N° | Nome                | Ruolo | Data di nascita   | Nazionalità sportiva |
| -- | ------------------- | ----- | ----------------- | -------------------- |
| 1  | Oreste Luppi        | C     | 22 aprile 1983    | Italia               |
| 2  | Luca Innocenti      | S     | 25 luglio 1991    | Italia               |
| 3  | Sebastiano Marsili  | P     | 8 dicembre 1996   | Italia               |
| 4  | Marco Pierotti      | S     | 19 giugno 1996    | Italia               |
| 5  | Oreste Cavuto       | S     | 5 dicembre 1996   | Italia               |
| 6  | Massimiliano Cioffi | C     | 24 luglio 1992    | Italia               |
| 7  | Andrea Franzoni     | L     | 7 maggio 1989     | Italia               |
| 8  | Carlo De Angelis    | L     | 10 gennaio 1996   | Italia               |
| 9  | Ludovico Carminati  | S/O   | 21 settembre 1992 | Italia               |
| 10 | Sjoerd Hoogendoorn  | S/O   | 17 febbraio 1991  | Paesi Bassi          |
| 11 | Alex Erati          | C     | 24 giugno 1994    | Italia               |
| 13 | Nicola Gamba        | S     | 10 gennaio 1997   | Italia               |
| 14 | Igor Jovanović      | P     | 17 maggio 1990    | Serbia               |
| 17 | Lorenzo Piazza      | P     | 3 ottobre 1992    | Italia               |

## Mercato
| Acquisti | Acquisti           | Acquisti          | Acquisti   |
| R.       | Nome               | da                | Modalità   |
| -------- | ------------------ | ----------------- | ---------- |
| S/O      | Ludovico Carminati | Lupi Santa Croce  | definitivo |
| S        | Oreste Cavuto      | Potentino         | definitivo |
| L        | Carlo De Angelis   | Trentino          | definitivo |
| S        | Nicola Gamba       | Diavoli Rosa      | definitivo |
| S/O      | Sjoerd Hoogendoorn | Argos             | definitivo |
| P        | Igor Jovanović     | inattivo          | definitivo |
| C        | Oreste Luppi       | Universal Carpi   | definitivo |
| P        | Sebastiano Marsili | Civita Castellana | definitivo |
| P        | Lorenzo Piazza     | Alessano          | definitivo |
| S        | Marco Pierotti     | Potentino         | definitivo |

| Cessioni | Cessioni           | Cessioni            | Cessioni   |
| R.       | Nome               | a                   | Modalità   |
| -------- | ------------------ | ------------------- | ---------- |
| S        | Alberto Bellini    | Potentino           | definitivo |
| P        | Alessandro Blasi   | Trentino            | definitivo |
| S        | Aaron Bonizzoni    | Montichiari         | definitivo |
| S/O      | Francesco Burbello | Cisano              | definitivo |
| S/O      | Ivan Francescato   | Città di Castello   | definitivo |
| C        | Vito Insalata      | -                   | ritirato   |
| P        | Andrea Moro        | Garlasco            | definitivo |
| S        | Federico Moro      | Garlasco            | definitivo |
| P        | Lorenzo Piazza     | Rinascita Lagonegro | definitivo |

## Risultati

### Serie A2

#### Regular season

##### Girone di andata
| 1ª giornata - 9 ottobre 2016 PalaNorda, Bergamo                       | Olimpia Bergamo | 2 - 3 | Civita Castellana | 25-18, 27-25, 21-25, 19-25, 15-17 |
| 2ª giornata - 16 ottobre 2016 PalaBigi, Reggio nell'Emilia            | Tricolore       | 2 - 3 | Olimpia Bergamo   | 22-25, 20-25, 25-21, 27-25, 15-17 |
| 3ª giornata - 23 ottobre 2016 PalaNorda, Bergamo                      | Olimpia Bergamo | 0 - 3 | Marconi           | 17-25, 17-25, 21-25               |
| 4ª giornata - 29 ottobre 2016 PalaNorda, Bergamo                      | Olimpia Bergamo | 2 - 3 | Mondovì           | 17-25, 25-16, 22-25, 25-14, 6-15  |
| 5ª giornata - 6 novembre 2016 PalaGrotte, Castellana Grotte           | Materdomini     | 0 - 3 | Olimpia Bergamo   | 21-25, 21-25, 20-25               |
| 6ª giornata - 12 novembre 2016 PalaNorda, Bergamo                     | Olimpia Bergamo | 3 - 0 | Libertas Brianza  | 25-18, 25-23, 25-16               |
| 7ª giornata - 20 novembre 2016 Palasport Grottazzolina, Grottazzolina | M&G             | 3 - 2 | Olimpia Bergamo   | 19-25, 25-21, 17-25, 25-23, 15-11 |
| 8ª giornata - 26 novembre 2016 Palazzetto dello Sport, Brendola       | Castellana      | 3 - 2 | Olimpia Bergamo   | 18-25, 25-22, 25-14, 22-25, 17-15 |
| 9ª giornata - 3 dicembre 2016 PalaNorda, Bergamo                      | Olimpia Bergamo | 3 - 1 | Atlantide Brescia | 21-25, 25-22, 25-19, 25-22        |

##### Girone di ritorno
| 10ª giornata - 8 dicembre 2016 Palazzetto dello Sport, Montefiascone | Civita Castellana | 2 - 3 | Olimpia Bergamo | 25-23, 25-20, 21-25, 19-25, 14-16 |
| 11ª giornata - 11 dicembre 2016 PalaNorda, Bergamo                   | Olimpia Bergamo   | 3 - 2 | Tricolore       | 21-25, 25-18, 22-25, 25-22, 15-7  |
| 12ª giornata - 18 dicembre 2016 PalaRota, Spoleto                    | Marconi           | 3 - 1 | Olimpia Bergamo | 25-21, 25-22, 24-26, 25-23        |
| 13ª giornata - 26 dicembre 2016 PalaManera, Mondovì                  | Mondovì           | 2 - 3 | Olimpia Bergamo | 22-25, 29-27, 25-23, 22-25, 11-15 |
| 14ª giornata - 5 gennaio 2017 PalaNorda, Bergamo                     | Olimpia Bergamo   | 3 - 2 | Materdomini     | 22-25, 25-20, 25-15, 20-25, 15-12 |
| 15ª giornata - 8 gennaio 2017 PalaParini, Cantù                      | Libertas Brianza  | 0 - 3 | Olimpia Bergamo | 21-25, 24-26, 21-25               |
| 16ª giornata - 15 gennaio 2017 PalaNorda, Bergamo                    | Olimpia Bergamo   | 3 - 2 | M&G             | 25-20, 19-25, 25-17, 21-25, 15-8  |
| 17ª giornata - 25 gennaio 2017 PalaNorda, Bergamo                    | Olimpia Bergamo   | 3 - 0 | Castellana      | 25-20, 25-16, 25-16               |
| 18ª giornata - 5 febbraio 2017 PalaSanFilippo, Brescia               | Atlantide Brescia | 0 - 3 | Olimpia Bergamo | 22-25, 22-25, 19-25               |

#### Pool promozione

##### Girone di andata
| 1ª giornata - 12 febbraio 2017 PalaMalè, Viterbo             | Tuscania        | 1 - 3 | Olimpia Bergamo  | 16-25, 25-22, 19-25, 19-25 |
| 2ª giornata - 16 febbraio 2017 PalaNorda, Bergamo            | Olimpia Bergamo | 3 - 0 | Lupi Santa Croce | 25-20, 25-15, 25-23        |
| 3ª giornata - 19 febbraio 2017 PalaJacazzi, Aversa           | Aversa          | 0 - 3 | Olimpia Bergamo  | 19-25, 23-25, 19-25        |
| 4ª giornata - 1º marzo 2017 PalaNorda, Bergamo               | Olimpia Bergamo | 3 - 0 | Emma Villas      | 32-30, 25-21, 25-23        |
| 5ª giornata - 25 febbraio 2017 PalaGrotte, Castellana Grotte | New Mater       | 3 - 1 | Olimpia Bergamo  | 25-19, 25-18, 22-25, 27-25 |

##### Girone di ritorno
| 6ª giornata - 5 marzo 2017 PalaNorda, Bergamo                 | Olimpia Bergamo  | 3 - 0 | Tuscania        | 25-18, 25-18, 25-22              |
| 7ª giornata - 8 marzo 2017 PalaParenti, Santa Croce sull'Arno | Lupi Santa Croce | 3 - 1 | Olimpia Bergamo | 21-25, 25-22, 25-19, 25-18       |
| 8ª giornata - 12 marzo 2017 PalaNorda, Bergamo                | Olimpia Bergamo  | 3 - 1 | Aversa          | 25-18, 18-25, 25-19, 25-21       |
| 9ª giornata - 15 marzo 2017 PalaEstra, Siena                  | Emma Villas      | 3 - 0 | Olimpia Bergamo | 25-18, 25-19, 29-27              |
| 10ª giornata - 19 marzo 2017 PalaNorda, Bergamo               | Olimpia Bergamo  | 3 - 2 | New Mater       | 21-25, 17-25, 25-21, 25-16, 15-9 |

#### Play-off promozione
| Quarti di finale (gara 1) - 26 marzo 2017 PalaNorda, Bergamo                    | Olimpia Bergamo   | 3 - 0 | Civita Castellana | 25-21, 25-19, 25-19               |
| Quarti di finale (gara 2) - 2 aprile 2017 Palazzetto dello Sport, Montefiascone | Civita Castellana | 0 - 3 | Olimpia Bergamo   | 18-25, 23-25, 16-25               |
| Semifinali (gara 1) - 9 aprile 2017 PalaGrotte, Castellana Grotte               | New Mater         | 2 - 3 | Olimpia Bergamo   | 25-21, 25-20, 22-25, 20-25, 9-15  |
| Semifinali (gara 2) - 16 aprile 2017 PalaOlimpia, Bergamo                       | Olimpia Bergamo   | 3 - 1 | New Mater         | 25-22, 25-23, 13-25, 25-18        |
| Semifinali (gara 3) - 19 aprile 2017 PalaGrotte, Castellana Grotte              | New Mater         | 3 - 1 | Olimpia Bergamo   | 25-22, 25-23, 22-25, 25-14        |
| Semifinali (gara 4) - 22 aprile 2017 PalaOlimpia, Bergamo                       | Olimpia Bergamo   | 2 - 3 | New Mater         | 23-25, 25-23, 25-21, 20-25, 14-16 |
| Semifinali (gara 5) - 25 aprile 2017 PalaGrotte, Castellana Grotte              | New Mater         | 3 - 1 | Olimpia Bergamo   | 23-25, 25-23, 25-20, 25-23        |

## Statistiche

### Statistiche di squadra
| Competizione | Punti | In casa | In casa | In casa | In trasferta | In trasferta | In trasferta | Totale | Totale | Totale |
| Competizione | Punti | G       | V       | P       | G            | V            | P            | G      | V      | P      |
| ------------ | ----- | ------- | ------- | ------- | ------------ | ------------ | ------------ | ------ | ------ | ------ |
| Serie A2     | 30    | 17      | 13      | 4       | 18           | 10           | 8            | 35     | 23     | 12     |
| Totale       | -     | 17      | 13      | 4       | 18           | 10           | 8            | 35     | 23     | 12     |

G = partite giocate; V = partite vinte; P = partite perse

### Statistiche dei giocatori
| Giocatore      | Serie A2 | Serie A2 | Serie A2 | Serie A2 | Serie A2 | Totale | Totale | Totale | Totale | Totale |
| Giocatore      | P        | PT       | AV       | MV       | BV       | P      | PT     | AV     | MV     | BV     |
| -------------- | -------- | -------- | -------- | -------- | -------- | ------ | ------ | ------ | ------ | ------ |
| L. Carminati   | 27       | 5        | 2        | 2        | 1        | 27     | 5      | 2      | 2      | 1      |
| O. Cavuto      | 35       | 424      | 350      | 32       | 42       | 35     | 424    | 350    | 32     | 42     |
| M. Cioffi      | 24       | 98       | 64       | 30       | 4        | 24     | 98     | 64     | 30     | 4      |
| C. De Angelis  | 35       | 0        | 0        | 0        | 0        | 35     | 0      | 0      | 0      | 0      |
| A. Erati       | 33       | 171      | 113      | 54       | 4        | 33     | 171    | 113    | 54     | 4      |
| A. Franzoni    | 25       | 0        | 0        | 0        | 0        | 25     | 0      | 0      | 0      | 0      |
| N. Gamba       | 5        | 0        | 0        | 0        | 0        | 5      | 0      | 0      | 0      | 0      |
| S. Hoogendoorn | 35       | 744      | 651      | 51       | 42       | 35     | 744    | 651    | 51     | 42     |
| L. Innocenti   | 32       | 15       | 13       | 0        | 2        | 32     | 15     | 13     | 0      | 2      |
| I. Jovanović   | 26       | 73       | 33       | 22       | 18       | 26     | 73     | 33     | 22     | 18     |
| O. Luppi       | 32       | 282      | 180      | 93       | 9        | 32     | 282    | 180    | 93     | 9      |
| S. Marsili     | 35       | 29       | 3        | 6        | 20       | 35     | 29     | 3      | 6      | 20     |
| L. Piazza      | 9        | 12       | 7        | 4        | 1        | 9      | 12     | 7      | 4      | 1      |
| M. Pierotti    | 35       | 377      | 324      | 18       | 35       | 35     | 377    | 324    | 18     | 35     |

P = presenze; PT = punti totali; AV = attacchi vincenti; MV = muri vincenti; BV = battute vincenti